# مدفع إم4
مدفع الآلي إم4 عيار 37 ملم معروف باسم تي9 أثناء فترة تطويره، كان من عيار 37 ملم (1.46إنش) ومدفع ألي يرتد بقوة مصمم من قبل شركة براونينغ للأسلحة. هذا السلاح بُني من قبل كولت، دخل الخدمة في عام 1942،استخدم في بيل بي-39 ايراكوبرا و بيل بي-63 كينغ كوبرا.